# Кастель-Колонна
Кастель-Колонна (итал. Castel Colonna) — коммуна в Италии, располагается в регионе Марке, в провинции Анкона.
Население составляет 1007 человек (2008 г.), плотность населения составляет 76 чел./км². Занимает площадь 13 км². Почтовый индекс — 60010. Телефонный код — 071.
Покровительницей коммуны почитается святая Марина из Вифинии, празднование 17 июля.

## Демография
Динамика населения:

## Администрация коммуны
- Официальный сайт: http://www.provincia.ancona.it/comuni/castelcolonna/